# EM i fodbold 2022 – Finalen (kvinder)
Finalen ved europamesterskabet i fodbold for kvinder 2022 var den 13. siden turneringens etablering i 1984. Den blev spillet den 31. juli 2022 på Wembley Stadium i London. Finalekampens to deltagere var hjemmebaneholdet fra England og de mangedobbelte europamestre fra Tyskland.
Kampen blev ledet af den ukrainske dommer Kateryna Monzul. Den engelske midtbanespiller Keira Walsh blev kåret til kampens bedste spiller.
England vandt finalekampen 2–1, efter forlænget spilletid, der dermed sikrede den første titel til den engelske kvindelandshold nogensinde, og det første engelske internationale mesterskab siden det engelske herrelandshold vandt VM i fodbold 1966.
Målscorerne i finalen var Ella Toone (62. minut), Lina Magull (79. minut) og Chloe Kelly (110./90+20. minut).
EM-finalen blev samtidig rekordbrydende for antallet af tilskuere. Finalen slog tilskuerrekorden med 87.192 mennesker på Wembley Stadium, hvilket var det højest antal tilskuere til en EM-kamp, på tværs af køn. Allerede 100 dage inden EM-turneringens start, altså den 28. marts 2022, meddelte UEFA at billetterne var udsolgt efter bare 43 minutter.

## Vej til finalen

### England
Efter de blev udnævnt som værtsland for EM 2022, kvalificerede landsholdet sig automatisk som værtsnation for turneringen. Førhen har England nået EM-finalen to gange, men begge gange tabt til. Første gang i EM's første udgave 1984, da de tabte til Sverige på straffespark og anden gang, da de led et tungt 2-6 nederlag til selvsamme Tyskland ved EM i Finland 2009. Under et år inden EM-slutrunden havde forbundet ansat den hollandske succestræner, forsvarende europa- og viceverdensmester, Sarina Wiegman.
Som vært var England seedet i gruppe A sammen med Østrig, Norge og debutanterne fra Nordirland. I åbningskampen på Old Trafford, der i øvrigt slog den hidtidige tilskuerrekord for en EM-kamp med i 68.871 tilskuere, mødte holdet Østrig der blev slået med 1–0, med scoring af den senere EM-topscorer Beth Mead i 16. minut. England skabte derefter en historisk overraskelse, da de slog Norge med hele 8–0 i Brighton and Hove, hvilket også slog rekord for største sejr ved en EM-slutrunde, på tværs af køn. Efterfulgt af storsejren fortsatte holdet suveræniteten og slog Nordirland med 5–0 i Southampton og fik dermed maksimumpoint i gruppen og kunne således kalde sig gruppevinder. I kvartfinalen viste toeren fra gruppe B, Spanien, sig dog at være en svær modstander, hvor England kom bagud for første gang i EM-turneringen med scoring efter 54 minutter af spanske Esther González. Det tog England over 30 minutter, før Ella Toone udlignede i 84. minut og efterfølgende bragte kampen i forlænget spilletid. Her scorede Georgia Stanway i 96. minut og sikrede en 2-1-sejr og videre avancement i turneringen. I semifinalen mødte de verdensranglistens nummer 2 fra Sverige. Svenskerne viste sig dog ikke som nogen svær modstander og blev nedlagt med hele 4–0, hvilket sikrede England deres tredje EM-finale og første i 13 år. I semifinalen scorede Alessia Russo i øvrigt et af EM's bedste mål, idet hun scorede et backheel-mål mellem benene på svenske Hedvig Lindahl i 68. minut.

### Tyskland
Som Europas mest vindende landshold gik Tyskland ind til EM-turneringen som blandt de største favoritter. Landsholdet havde forinden vundet europamesterskabet hele otte gange, inklusiv EM-finalen i 2009 over England. I kvalifikationen var tyskerne placeret i øverste seedningslag, som efterfølgende placerede dem i gruppe I sammen med Ukraine, Irland, Grækenland og Montenegro. Her vandt de kvalifikationsgruppen sikkert med otte sejr ud af otte, gruppevinder med 24 maksimumpoint og en målscorere på +45. Dog gik holdet ind til turneringen som nummer 5 på FIFA's verdensrangliste, hvilket var deres dårligste rangering nogensinde.
Ved slutrunden trak de viceeuropamestrene fra Danmark, turneringens storfavoritter fra Spanien og Finland der gjorde comeback ved EM. Tyskerne begyndte deres jagt på endnu et EM-trofæ med en formstærk favoritsejr på 4–0 mod Danmark i Brentford, hvilket tog revanche fra de to landes sidste møde i EM-kvartfinalen i EM i 2017, hvor Danmark overraskede og vandt 2–1. Efterfølgende vandt de formstærkt 2–0 over Spanien, til trods for at spanierne havde boldbesiddelsen i langt størstedelen af kampen. Efter at have sikret førstepladsen i gruppe B med to sejre, viste det finske hold sig heller ikke at være en for stor mundfuld. Her vandt de en sikker pligtsejr på 3–0 og cementrede deres førsteplads med maksimumpoint. Tyskland vandt derefter over overraskelsen og nabolandet fra Østrig i kvartfinalen med sikker 2-0-sejr.
I semifinalen, i Milton Keynes, havde Tyskland svært ved at kæmpe mod et kreativt og frembrusende fransk hold, og indkasserede endda det første mål i turneringen, på et selvmål af målmand Merle Frohms efter 44 minutter. Det var dog ikke nok til en nedlægge tyskerne, i og med stjernespilleren Alexandra Popp scorede to gange i 40.- og 76. minut. Tyskland kvalicerede sig dermed til deres niende EM-finale i historien. Popp blev efterfølgende delt EM-topscorer med engelske Beth Mead med i alt seks mål og blev ovenikøbet den eneste spiller til at score mål i hver kamp ved slutrunden, bortset fra finalekampen hvor hun pådrog sig en skade under opvarmningen.
| Pos | Hold       | K | P |
| --- | ---------- | - | - |
| 1   | England    | 3 | 9 |
| 2   | Østrig     | 3 | 6 |
| 3   | Norge      | 3 | 3 |
| 4   | Nordirland | 3 | 0 |

| Pos | Hold     | K | P |
| --- | -------- | - | - |
| 1   | Tyskland | 3 | 9 |
| 2   | Spanien  | 3 | 6 |
| 3   | Danmark  | 3 | 3 |
| 4   | Finland  | 3 | 0 |

## Kampen

### Referat
Begge holds startopstillingerne var uændret fra de tidligere kampe under EM-turneringen, bortsæt fra den tyske stjerne Alexandra Popp der pådrog sig en skade under opvarmningen. Ellen White forsøgte allerede tidligt i kampen, men headede direkte mod den tyske målmand Merle Frohms, hvorefter både hvor White og Georgia Stanway modtog gule kort i henholdsvis 23.- og 24. minut. I det 25. minut var det tyske hold tæt på at scorer på hjørnespark, hvorefter Marina Hegering i flere omgange forsøgte sig mod målet, inden Mary Earps samlede bolden op. En appel om en straffespark på grund af bolden, der ramte anfører Leah Williamsons arm, blev afvist. White missede endnu en chance lige før halvleg og sendte bolden over overliggeren. I pausen foretog den tyske landstræner Martina Voss-Tecklenburg en udskiftning og erstattede Jule Brand med Tabea Waßmuth.
Fem minutter inde i anden halvleg missede Lina Magull en god chance for Tyskland, da hun skød bolden lige forbi stolpen. I det 55. minut foretog England to udskiftninger og erstattede White og Fran Kirby med målræven Alessia Russo og Ella Toone. Blot syv minutter efter scorede sidstnævnte Toone i 62. minut og bragte England foran 1–0. En lang bold fra Keira Walsh sendte Toone fri af forsvaret, og den engelske midtbanespiller vippede bolden over målvogter Frohms. Tre minutter efter forsøgte Lina Magull sig igen med en chance der ramte overliggeren, inden Lea Schüller forsøgte sig på en direkte skudchance i returen, inden Mary Earps grep ud efter bolden. Selvsamme Magull udlignede i 79. minut og udlignede til 1–1 på et indlæg fra Waßmuth. Det betød efterfølgende, at EM-finalen gik i forlænget spilletid med stillingen 1-1.
Der var få chancer at bemærke i den første halvdel af forlænget spilletid, men efter 110 minutter lykkedes det værtsnationen at komme foran 2–1. Et hjørnespark af Lauren Hemp der sendte bolden videre til Lucy Bronze, der sparkede ind til indskiftede Chloe Kellys bane der i et kikset tysk forsvar scorede, hvor hun scorede i andet forsøg. Englænderne styrede derefter spillet og gav ingen chancer til tyskerne. De afsluttende 5 minutter inklusiv overtid formåede englænderne at holde bolden nede i højre hjørnefelt.

### Detaljer
| 31. juli 2022 17:00 |

| England                  | 2–1     | Tyskland       |
| ------------------------ | ------- | -------------- |
| - Toone 62' - Kelly 110' | Rapport | - Magull 79' · |

| Wembley Stadium, London Tilskuere: 87.192 Dommer: Kateryna Monzul (Ukraine) |

| England | Tyskland |

| GK              | 1  | Mary Earps          |      |      |
| RB              | 2  | Lucy Bronze         |      |      |
| CB              | 6  | Millie Bright       |      |      |
| CB              | 8  | Leah Williamson (c) |      |      |
| LB              | 3  | Rachel Daly         |      | 88'  |
| CM              | 10 | Georgia Stanway     | 23'  | 88'  |
| CM              | 4  | Keira Walsh         |      |      |
| RW              | 7  | Beth Mead           |      | 63'  |
| AM              | 14 | Fran Kirby          |      | 55'  |
| LW              | 11 | Lauren Hemp         |      | 120' |
| CF              | 9  | Ellen White         | 24'  | 55'  |
| Indskiftninger: |    |                     |      |      |
| MF              | 20 | Ella Toone          |      | 55'  |
| FW              | 23 | Alessia Russo       | 100' | 55'  |
| FW              | 18 | Chloe Kelly         | 111' | 63'  |
| DF              | 5  | Alex Greenwood      |      | 88'  |
| MF              | 16 | Jill Scott          |      | 88'  |
| FW              | 17 | Nikita Parris       |      | 120' |
| Cheftræner:     |    |                     |      |      |
| Sarina Wiegman  |    |                     |      |      |

| GK                       | 1  | Merle Frohms     |     |      |
| RB                       | 15 | Giulia Gwinn     |     |      |
| CB                       | 3  | Kathrin Hendrich |     |      |
| CB                       | 5  | Marina Hegering  |     | 103' |
| LB                       | 17 | Felicitas Rauch  | 40' | 113' |
| CM                       | 20 | Lina Magull      |     | 91'  |
| CM                       | 6  | Lena Oberdorf    | 57' |      |
| CM                       | 13 | Sara Däbritz     |     | 73'  |
| RF                       | 9  | Svenja Huth (c)  |     |      |
| CF                       | 7  | Lea Schüller     | 57' | 67'  |
| LF                       | 22 | Jule Brand       |     | 46'  |
| Indskiftninger:          |    |                  |     |      |
| FW                       | 18 | Tabea Waßmuth    |     | 46'  |
| FW                       | 14 | Nicole Anyomi    |     | 67'  |
| MF                       | 8  | Sydney Lohmann   |     | 73'  |
| MF                       | 16 | Linda Dallmann   |     | 91'  |
| DF                       | 23 | Sara Doorsoun    |     | 103' |
| MF                       | 4  | Lena Lattwein    |     | 113' |
| Cheftræner:              |    |                  |     |      |
| Martina Voss-Tecklenburg |    |                  |     |      |

| Kampens spiller: Keira Walsh (England) Linjedommere: Maryna Striletska (Ukraine) Paulina Baranowska (Polen) Fjerdedommer: Stéphanie Frappart (Frankrig) Reservedommer: Karolin Kaivoja (Estland) Videodommer: Paolo Valeri (Italien) Videodommerassistent: Maurizio Mariani (Italien) Pol van Boekel (Holland) | Kampregler - 90 minuter - 30 minutters forlænget spilletid (15x15), hvis nødvendigt - Straffesparkskonkurrence, hvis scoren stadig står lige. - Maksimalt tolv navngivne udskiftninger. - Maksimum fem indskiftninger, med en sjette tilladt i ekstra tid. |

### Statistikker
| Statistik      | England | Tyskland |
| -------------- | ------- | -------- |
| Mål scoret     | 0       | 0        |
| Skud totalt    | 6       | 4        |
| Skud på mål    | 3       | 0        |
| Redninger      | 0       | 3        |
| Boldbesiddelse | 48%     | 52%      |
| Hjørnespark    | 5       | 2        |
| Fejl begået    | 6       | 8        |
| Offsides       | 2       | 1        |
| Gule kort      | 2       | 1        |
| Røde kort      | 0       | 0        |

| Statistik      | England | Tyskland |
| -------------- | ------- | -------- |
| Mål scoret     | 1       | 1        |
| Skud totalt    | 2       | 9        |
| Skud på mål    | 2       | 3        |
| Redninger      | 2       | 1        |
| Boldbesiddelse | 52%     | 48%      |
| Hjørnespark    | 0       | 3        |
| Fejl begået    | 7       | 9        |
| Offsides       | 0       | 0        |
| Gule kort      | 0       | 2        |
| Røde kort      | 0       | 0        |

| Statistik      | England | Tyskland |
| -------------- | ------- | -------- |
| Mål scoret     | 1       | 0        |
| Skud totalt    | 5       | 3        |
| Skud på mål    | 3       | 1        |
| Redninger      | 1       | 2        |
| Boldbessidelse | 56%     | 44%      |
| Hjørnespark    | 3       | 2        |
| Fejl begået    | 7       | 5        |
| Offsides       | 0       | 0        |
| Gule kort      | 2       | 0        |
| Røde kort      | 0       | 0        |

| Statistik      | England | Tyskland |
| -------------- | ------- | -------- |
| Mål scoret     | 2       | 1        |
| Skud totalt    | 13      | 16       |
| Skud på mål    | 8       | 4        |
| Redninger      | 3       | 6        |
| Kampbesiddelse | 52%     | 48%      |
| Hjørnespark    | 8       | 7        |
| Fejl begået    | 20      | 22       |
| Offsides       | 2       | 1        |
| Gule kort      | 4       | 3        |
| Røde kort      | 0       | 0        |